# Chiesa dei Santi Vincenzo e Anastasio alle Tre Fontane
La chiesa dei Santi Vincenzo e Anastasio alle Tre Fontane è un luogo di culto cattolico di Roma, nel quartiere Ardeatino, all'interno del complesso abbaziale delle Tre Fontane, di cui rappresenta la chiesa principale.

## Storia
La chiesa fu edificata da papa Onorio I, insieme ad un monastero, nel 625, nella Massa ad Acquas salvias che già nel 604, insieme all'attiguo fondo della Fossa Latronis, era stata donata da papa Gregorio I alla basilica di San Paolo fuori le mura al fine di garantire il mantenimento dei lumi sulla tomba dell'apostolo, e affidata a monaci greci che vi trasferirono le reliquie di Sant'Anastasio, militare persiano dell'esercito di Cosroe, poi monaco, vissuto nel VII secolo, che aveva subito il martirio nel 628.

Papa Adriano I,  restaurò a fundamenta la chiesa, e nel 796, papa Leone III la fece riedificare dalle fondazioni. Nell'805 con un documento ritenuto apocrifo, Leone III e Carlo Magno la dotarono di beni e di terre nel territorio di Grosseto (Ansedonia, Porto Ercole e l'isola del Giglio), confermate successivamente da altri pontefici con altri beni (Orbetello ecc.), a cui si aggiunsero negli anni successivi altre donazioni tra cui le località di Nemi e Genzano. Innocenzo II, nel 1128, rinnovò il monastero e lo affidò ai monaci cistercensi di Bernardo di Chiaravalle, assegnando poderi e vigne per il loro mantenimento; san Bernardo inviò come primo abate don Pietro Bernardo Pisano che divenne papa nel 1145 con il nome di Eugenio III.
Nuovamente restaurata nel XIII secolo, nel 1221 fu consacrata da papa Onorio III, la cui effigie si vedeva un tempo dipinta sotto il portico insieme ad altre pitture antiche ora scomparse. Solo nel 1370 l'abbazia fu arricchita delle reliquie di san Vincenzo di Saragozza, al quale venne dedicata la chiesa.
Nel corso del XIX secolo, la chiesa passò dai cistercensi ai francescani e poi, nel 1868, ai trappisti.
Il 25 marzo 1981, con la bolla Abbatia Sanctorum Vincentii et Anastasii di papa Giovanni Paolo II, la residua giurisdizione spirituale dell'abbazia sui territori toscani di Orbetello, Monte Argentario, Isola del Giglio e Capalbio conservatasi fino ad allora, venne trasferita alla nuova diocesi di Pitigliano-Sovana-Orbetello suffraganea dell'arcidiocesi di Siena.

## Descrizione

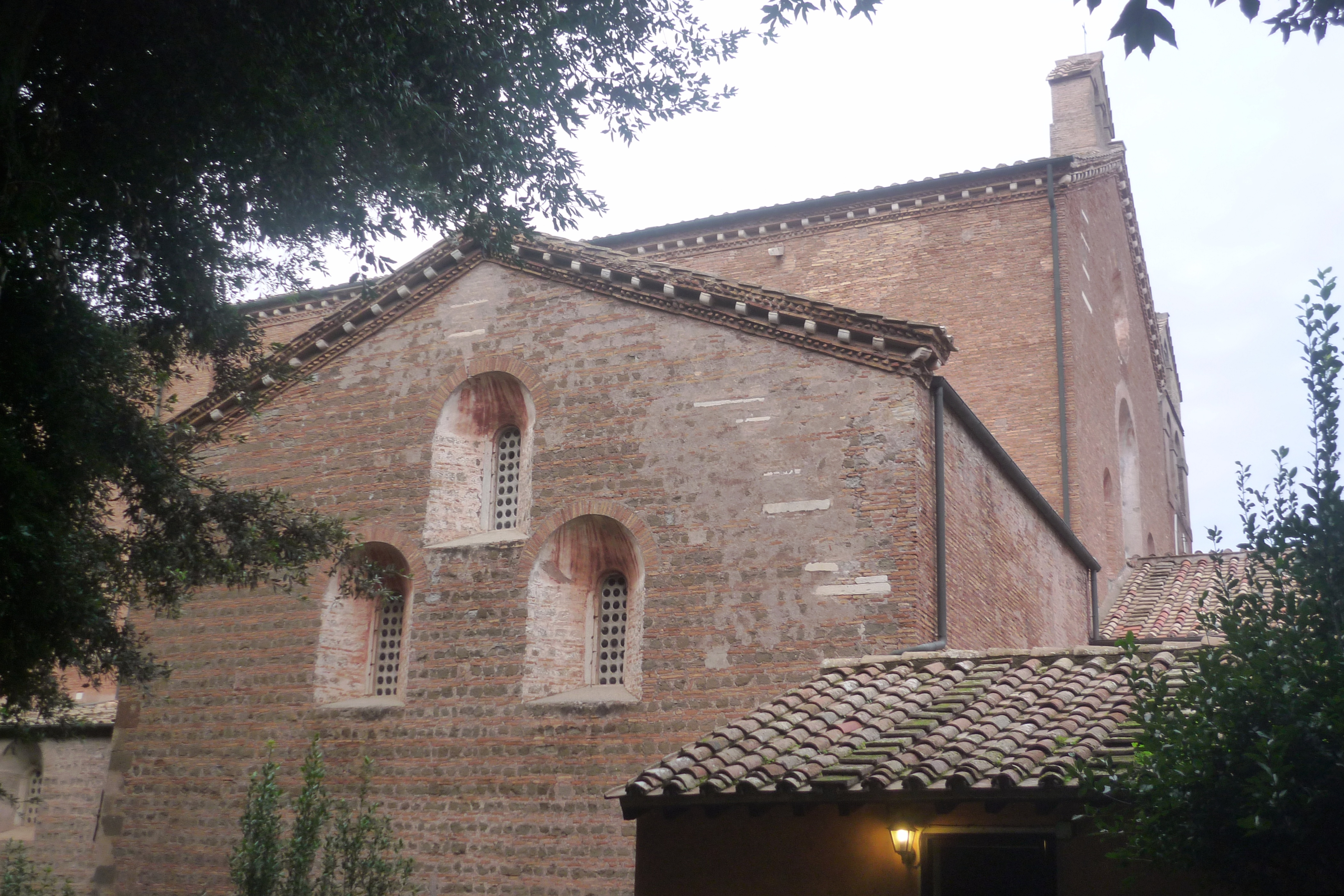
Esterno della chiesa dei Santi Vincenzo e Anastasio

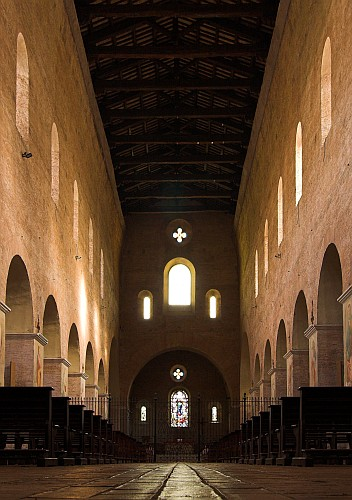
L'interno

La facciata in cotto della chiesa è a forma di capanna; presenta un rosone centrale e, attorno ad esso, cinque monofore a tutto sesto; nella parte inferiore vi è un portico risalente all'inizio del XIII secolo, con colonne di marmo e capitelli ionici. Il doppio basamento su cui poggiano le colonne sono segno dei lavori di restauro ottocenteschi, che portarono all'abbassamento del livello del pavimento di tutto il complesso.
L'interno della chiesa è a croce latina a tre navate; l'abside è affiancato da due cappelle laterali per lato. La mano cistercense - la cui opera sommerse completamente i resti della primitiva costruzione - è riconoscibile nello stile solido, severo e spoglio della chiesa e degli altri edifici conventuali, e nel fatto che tutto sia costruito, all'uso lombardo, in laterizio, quasi senza ricorrere a materiali di spoglio, al contrario dell'uso romano del tempo. Cistercensi e lombarde furono probabilmente, magari provenienti dalla quasi contemporanea abbazia di Chiaravalle, le maestranze che edificarono, introducendo nell'uso edilizio romano le volte a sesto acuto fin allora quasi sconosciute in città.
Sui massicci pilastri laterali, collegati da volte a tutto sesto, poggiava in origine una volta a sesto acuto, rimasta oggi soltanto sulle cappelle laterali, mentre quella della chiesa, rovinata nel tempo, è stata sostituita da capriate di legno a vista.
Le uniche decorazioni consistono in grandi figure degli apostoli rappresentate sui pilastri della navata, che l'Armellini riferisce che
Nel braccio sinistro del transetto, a pavimento, si trova l'organo a canne Mascioni opus 701 del 1954. Esso è a trasmissione elettrica e dispone di 13 registri su due manuali e pedale, con consolle indipendente.